# Давид и Ионафан (картина Рембрандта)
Давид и Ионафан (нидерл. David en Jonathan) — картина Рембрандта, написанная в 1642 году. Входит в коллекцию Эрмитажа. Была приобретена в Амстердаме торговым агентом О. А. Соловьевым (1678/79—1748) на аукционе собрания Яна ван Бенингена (1667—1720), прошедшем 13 мая 1716 года, для царя Петра I, став первым привезённым в Россию произведением великого голландского живописца.
Картина была написана Рембрандтом в годы его большой популярности. Однако недавние смерть любимой жены Саскии и судебный процесс подорвали благополучную жизнь художника. Картина несёт исповедальный характер: «Ионафану, сыну библейского царя Саула, опечаленному разлукой с другом, которому приходится бежать от неправедного царского гнева, Рембрандт придал свои черты. Давид же, с безудержным рыданием припавший к груди Ионафана, весьма напоминает своим обликом женщину. Может быть, в этой картине оживает воспоминание о прощании художника с Саскией?».

## Сюжет
Сюжет картины взят Рембрандтом из текста Ветхого завета (1 Цар. 20:35 —1Цар. 20:42). Давид был близким другом Ионафана, сына израильского царя Саула. Саул подозревал Давида в посягательстве на свою власть. Поэтому царь замыслил убить Давида. Но когда Ионафан узнал о намерениях своего отца, он предупредил Давида об опасности и посоветовал ему бежать. На картине изображена их последняя встреча и прощание. На дальнем плане в левой части картины показан город Иерусалим, колчан стрел у ног Давида справа интерпретируется в качестве оружия, которое Давид дал Ионафану после победы над Голиафом (Первая книга Царств 18: 1-4).

## История создания картины
В своих рисунках Рембрандт неоднократно обращался к библейской истории о Давиде и Ионафане. Первый из таких рисунков датируется 1632—1633 годами и хранится в Институте изящных искусств Барбера в Бирмингеме; второй, выполненный в 1640—1642 годах, находится в Гравюрном кабинете в Берлине; ещё один вариант 1643—1644 годов — в парижском Лувре; другой 1650 года — в Музее Школы дизайна Род-Айленда. Есть и иные графические произведения на эту тему. Варианты с изображением коленопреклонённого Давида многие исследователи относят к более раннему сюжету — клятве Давида и Ионафана. К эрмитажной картине наиболее близок рисунок 1643—1647 годов из Рейксмюсеума в Амстердаме. Последний современные исследователи относят к работе ученика Рембрандта Фердинанда Бола.
|                                                                               |                                             |                                                                       |                                                       |
| Давид и Ионафан. 1632—1633 гг.. Институт изящных искусств Барбера, Бирмингем. | Давид и Ионафан. 1643—1644 гг. Лувр, Париж. | Давид и Ионафан. 1650 год. Музей Школы дизайна Род-Айленда, Провиденс | Давид и Ионафан. 1643—1647 гг. Рейксмюсеум, Амстердам |

### Провенанси идентификация картины
Картина Рембрандта в числе других произведений была отобрана агентами русского царя Петра I О. А. Соловьёвым (1678/79—1748) и Ю. И. Кологривовым (1680 или 1685—1754) на аукционе собрания Яна ван Бенингена (1667—1720), прошедшем 13 мая 1716 года в Амстердаме. При этом русские агенты консультировались с живописцем Георгом Гзеллем и (ранее) коллекционером Питером де ла Куром. Соловьёв участвовал в трёх аукционах, всего им была приобретена 121 картина. Картины были посланы в Шверин (Германия), где в то время находился царь Пётр.
Позднее картина «Давид и Ионафан» находилась во дворце Монплезир в Петергофе. В 1882 году была передана на хранение в Картинную галерею Императорского Эрмитажа в Санкт-Петербурге.
В России картина вначале называлась «Возвращение блудного сына»: «Встал [блудный сын] и пошёл к отцу своему. И когда он был ещё далеко, увидел его отец его и сжалился; и, побежав, пал ему на шею и целовал его» (Лк. 15:20). В последующем картину Рембрандта идентифицировали с сюжетом «Примирение Исава и Иакова»: «И побежал Исав к нему навстречу и обнял его, и пал на шею его и целовал его, и плакали [оба]» (Быт. 33:4). Позднее как «Примирение Давида с Авессаломом»: «И позвал царь [Давид] Авессалома; он пришел к царю, [поклонился ему] и пал лицем своим на землю пред царем; и поцеловал царь Авессалома» (2 Цар. 14:33).
Только в 1925 году немецкий историк искусства Клаус Граф фон Баудиссин определил, что картина является сценой прощания Давида с Ионафаном. Он указал на наличие в правом нижнем углу колчана со стрелами, которыми согласно библейской легенде царевич подавал своему другу сигнал, а также большой камень, около которого они встретились: «И сказал ему Ионафан: завтра новомесячие, и о тебе спросят, ибо место твое будет не занято; поэтому на третий день ты спустись и поспеши на то место, где скрывался ты прежде, и сядь у камня Азель; а я в ту сторону пущу три стрелы, как будто стреляя в цель; потом пошлю отрока, говоря: „пойди, найди стрелы“; и если я скажу отроку: „вот, стрелы сзади тебя, возьми их“, то приди ко мне, ибо мир тебе, и, жив Господь, ничего тебе не будет; если же так скажу отроку: „вот, стрелы впереди тебя“, то ты уходи, ибо отпускает тебя Господь» (1Цар. 20:18—22); «Давид поднялся с южной стороны и пал лицем своим на землю и трижды поклонился [Ионафану]; и целовали они друг друга, и плакали оба вместе, но Давид плакал более» (1 Цар. 20:41).
В 1957 году В. Ф. Левинсон-Лессинг в подтверждение сюжета прощания Давида с Ионафаном указал, что смущавшие многих исследователей царские одеяния, неприличествующие по статусу Давиду, объясняются их дарением Ионафаном чуть ранее: «И снял Ионафан верхнюю одежду свою, которая была на нем, и отдал её Давиду, также и прочие одежды свои, и меч свой, и лук свой, и пояс свой» (1 Цар. 18:4). Кроме того, Левинсон-Лессинг обнаружил документ, согласно которому на аукционе 1716 года была приобретена картина под названием «Давид и Ионафан». Кроме того, некоторые исследователи указывают, что справа читается вход в убежище, в котором прятался Давид.
В картине «тёмное, мрачное грозовое небо, как неотвратимая судьба, грозящая разрушить хрупкое счастье людей, противопоставлено нежным цветам одежд героев». Такое художественное решение, являющееся частью постоянной темы Рембрандта — борьбы добра и зла, показанной через противопоставление света и мрака — также подтверждает атрибуцию сюжета картины.